# クリスティアン1世 (プファルツ＝ビルケンフェルト＝ビシュヴァイラー公)
クリスティアン1世（Christian I. von Pfalz-Birkenfeld-Bischweiler, 1598年9月3日 - 1654年9月6日）は、ドイツのプファルツ＝ビルケンフェルト＝ビシュヴァイラー公（在位：1630年 - 1654年）。プファルツ＝ツヴァイブリュッケン＝ビルケンフェルト公カール1世とその妻でリューネブルク侯ヴィルヘルムの娘であるドロテアの間の3男として生まれた。ビルケンフェルト公ゲオルク・ヴィルヘルムの弟。

## 生涯
生後2歳で父を亡くすと、母方の伯母であるホーエンローエ＝ランゲンブルク伯爵夫人エリーザベトに引き取られたが、成長すると父方の伯父であるプファルツ＝ノイブルク公フィリップ・ルートヴィヒの手許で教育された。
三十年戦争では勇猛な武将として知られ、スウェーデン軍に騎兵大将（General der Kavallerie）として仕えた。1632年、クリスティアンはバーデン＝ドゥルラハ辺境伯領（Baden-Durlach）において兵士を募集し、ヴュルツブルクに駐屯していたスウェーデン王グスタフ2世アドルフのスウェーデン本隊に合流した。1633年にはケルン選帝侯領（Kurköln）に自軍の拠点を移し、ハイデルベルク、フィリップスブルク（Philippsburg）、アグノー、ブライザッハ（Breisach am Rhein）などを包囲している。1634年のネルトリンゲンの戦いの後に軍人生活から退き、神聖ローマ皇帝フェルディナント2世と和解した。
1630年に最初の結婚に際してアルザス地方のビシュウィレー（ドイツ語名ビシュヴァイラー）の所領を分与されてビルケンフェルト＝ビシュヴァイラー公爵家を創設し、ビシュウィレーに城を建てて1640年より居城とした。1644年、クリスティアンはフランス王ルイ14世より自分の子供達にフランスの「Indigenat」を授与してもらい、子供達にフランス貴族の地位を確保した。三十年戦争の終結後は、自領の再建・復興に力を注いだ。
1654年に亡くなり、遺骸は改革派に属するアグノーの教区教会に安置された。遺領は2つに分割され、長男のクリスティアン2世がビシュヴァイラーを、次男のヨハン・カールがゲルンハウゼンを継承した。クリスティアン2世は後にビルケンフェルトも相続、ビシュヴァイラーはビルケンフェルトに統合された。

## 子女
1630年11月14日にツヴァイブリュッケンにおいて、同族の従兄であるプファルツ＝ツヴァイブリュッケン＝フェルデンツ公ヨハン2世の娘マグダレーナ・カタリーナ（1606年 - 1648年）と最初の結婚をし、間に7人の子女をもうけた。
- グスタフ・アドルフ（1632年）
- ヨハン・クリスティアン（1633年）
- ドロテア・カタリーナ（1634年 - 1715年） - 1649年、ナッサウ＝オットヴァイラー伯ヨハン・ルートヴィヒと結婚
- ルイーゼ・ゾフィー（1635年 - 1691年）
- クリスティアン2世（1637年 - 1717年） - ビルケンフェルト公
- ヨハン・カール（1638年 - 1704年） - ゲルンハウゼン公
- アンナ・マグダレーナ（1640年 - 1693年） - 1659年、ハーナウ＝リヒテンベルク伯ヨハン・ラインハルト2世と結婚

1648年10月28日にヘルフェンシュタイン＝ヴィーゼンシュタイク伯ルドルフ5世の娘マリア・ヨハンナ（1612年 - 1655年）と再婚したが、間に子供は授からなかった。
後にクリスティアン2世の子孫がバイエルン国王となり、ヨハン・カールの子孫がバイエルン公となった。1799年以降、ヴィッテルスバッハ家はこの二つの系統のみが存続している。即ち現在のヴィッテルスバッハ家の人物は全てクリスティアン1世の子孫である。